# 기쓰네멘

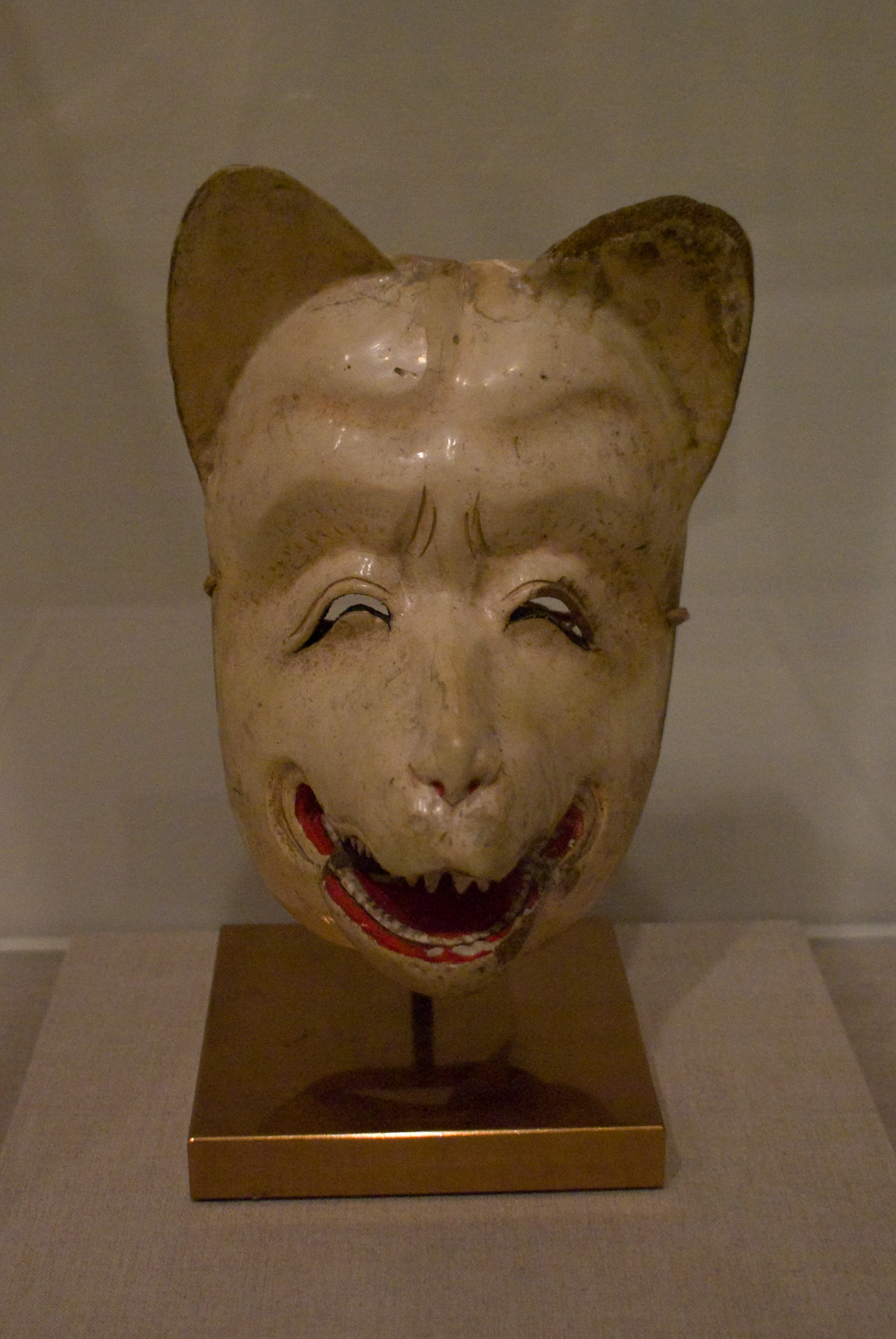
에도 시대의 기쓰네멘

기쓰네멘(狐面, きつねめん)은 노가쿠나 일부 가구라, 전통 축제에서 쓰는 일본의 탈로, 여우가면을 뜻한다. 기쓰네멘은 전국 각지에 다양한 탈이 있으며, 덴고의 경우 가면을 쓴 사람에게 신통력을 준다고 전해진다. 또한 외지 여우, 백여우, 금여우 등 이나리 신사의 여우도 이나리 오미카미의 사자로 사랑 받아 왔다. 본디 일본에서 여우는 요력을 가진 동물로 여겨져 농경신으로 추앙받았으며, 풍요나 부의 상징이었다. 여우 의 얼굴은 나무나 종이 등을 소재로 만들어졌다. 용도 등에 맞춰각지에 여러 가지 형태가 존재하고 있다.